# Schweizerisches Charivari
Schweizerisches Charivari war der Name einer kurzlebigen politischen, illustrierten Schweizer Zeitschrift. Das Schweizerische Charivari oder der Schweizer Charivari erschien von 1851 bis 1853 in Bern. Aufgrund seiner oppositionellen radikal-liberalen Haltung und der Verbannung des Herausgebers ging das Wochenblatt bereits im Folgejahr ein.

## Geschichte
Bereits 1843 war die in Luzern vom 7. Januar bis zum 25. März erschienene Zeitschrift Schweizerisches Charivari vor dem Erscheinen der ersten Nummer hochnothpolizeilich verboten und beschlagnahmt worden. Arthur Bitter gab 1851 bis 1852 in Bern ein zweispaltiges radikal-liberales Wochenblatt erneut unter dem Namen Schweizerisches Charivari heraus. In Bern waren die Konservativen 1850, nach einem vierjährigen Interim der Radikalen, erneut an die Regierung gekommen. Das neugegründete Blatt in der Nachfolge des Gukkastens und des Neuen Gukkastens verstand sich als Sprachrohr der radikal-liberalen Opposition. Bitter wurde als Herausgeber belangt und schon 1851 aus dem Kanton Bern verbannt. Das Schweizerische Charivari stellte bereits Anfang 1853 sein Erscheinen ein. Die Illustrationen in dem Schweizerischen Charivari stammen grösstenteils von Heinrich von Arx.